# 1605
| 1605               |
| ------------------ |
| Dødsfald - Fødsler |
| • Litteratur       |

| Gregoriansk kalender | 1605 MDCV               |
| Ab urbe condita      | 2358                    |
| Armensk kalender     | 1054 ԹՎ ՌԾԴ             |
| Kinesiske kalender   | 4301 – 4302 甲辰 – 乙巳 |
| Etiopisk kalender    | 1597 – 1598             |
| Jødisk kalender      | 5365 – 5366             |
| Hindukalendere       |                         |
| - Vikram Samvat      | 1660 – 1661             |
| - Shaka Samvat       | 1527 – 1528             |
| - Kali Yuga          | 4706 – 4707             |
| Iransk kalender      | 983 – 984               |
| Islamisk kalender    | 1014 – 1015             |

Konge i Danmark: Christian 4. 1588-1648
Se også 1605 (tal)

## Begivenheder

### Udateret
- Forordning om at tiggere skal interneres i Tugt- og børnehuset på Christianshavn, hvor de, sammen med straffefanger og forældreløse børn, skal fremstille tøj.
- Danske skibe når, for første gang siden 1400-tallet, frem til Grønland, og bringer nogle eskimoer til Danmark.
- Hollænderen Willem Janszon opdager Australien.

### Maj
- 16. maj - Paul 5. bliver pave

### November
- 5. november – Krudtsammensværgelsen i England; Guy Fawkes og flere andre, bliver taget på fersk gerning i færd med at gøre klar til at sprænge Parlamentet i luften.

## Født
- 8. april - Filip 4. af Spanien (død 1665).
- 18. april - Giacomo Carissimi, italiensk komponist (død 1674).
- 30. april - Peder Winstrup, dansk-svensk teolog (død 1679).
- 19. oktober - Thomas Browne, engelsk forfatter (død 1682).

## Dødsfald
- 3. marts - Pave Clemens 8. (født 1536).
- 27. april - Pave Leo 11. (født 1535).
- 20. juni - Fjodor 2. af Rusland, russisk zar (født 1589).
- 27. oktober - Stormogul Akbar den Store dør i Indien (født 1542).
- 18. oktober - Beate Clausdatter Bille.
- Boris Godunov, russisk zar (født 1552).